# Прібіслав-Генріх
Прібислав II Генріх (пол. Przybysław Henryk; *бл. 1075 — †1150) — князь стодорян 1127—1150 роках.

## Життєпис
Тривалий час вважався сином князя Майнфріда. Втім у 2000-х висунуто версією, за якою Прібислав був молодшим братом Майнфріда. Це виглядає більш ймовірним з огляду на встановлений близький рік народження — 1075.
Спочатку отримав ім'я Прібислав (Прібіслав). Після хрещення (час невідомий) став зватися Генріх, можливо на честь сюзерена — князя Ободрицької держави.
Після загибелі батька у 1127 році під час поганського повстання, Прібіслав-Генріх звернувся до допомогу до німців. Невдовзі за допомоги Альбрехта I Ведмідя з роду Асканіїв відновив свою владу над стодорянами. На дяку за це та відповідно до Хаупштадської угоди Прібіслав у 1129 році передав частину південних володінь — між Бранібором та монастирем Леніном. Цей дарунок було затверджено імператором Лотарем II Суплінбургом.
У 1134 році Альбрехт I стає очільником північної марки. Тоді ж Прібіслав-Генріх, що не мав нащадків, висновив Альбрехта. Водночас за часи панування цього стодорянського князя вплив німців та християн на стодорянських землян значно зріс.
Разом з тим у 1130-х роках отримав від імператора титул короля та дозвіл карбувати власну монету. Можливо це було пов'язано з тим, що звеншити вплив очільників північної та Мейсенської марок. Прібіслав-Генріх підпорядковувався безпосередньо Лотарю II.
1140 року склав заповіт, за яких Оттон I (син Альбрехта I Асканія) оголошувався спадкоємцем Браніборського князівства (держави стодорян). У 1147 році допомагав німцям під Хрестового походу проти лютичів та ободритів. Помер у 1150 році, після чого почалося повстання стодорян на чолі із небожем Ячко.